# Aéronautique

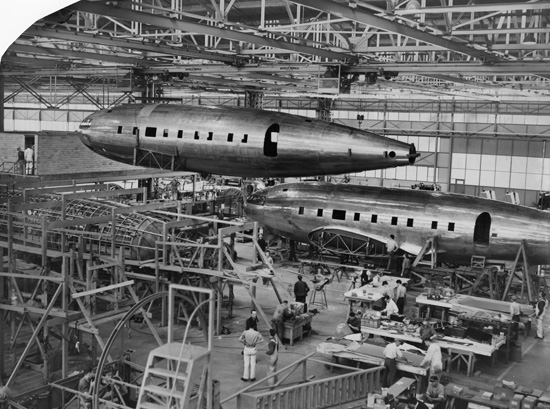
Ligne de production du fuselage des Boeing S-307

 (mai 2018).
L'aéronautique comporte les sciences et les techniques ayant pour but de construire et de faire évoluer un aéronef dans l'atmosphère terrestre.
Les sciences aéronautiques comprennent en particulier l'aérodynamique, une branche de la mécanique des fluides ; les techniques sont celles qui concernent la construction des aéronefs, leur propulsion ainsi que les servitudes. Les entreprises associées à ces techniques sont dans la catégorie Entreprise aéronautique.
Piloter un aéronef permet de le faire évoluer et de pratiquer une activité. Les activités principales sont liées à la composante aérienne des forces armées d'un pays, le transport aérien commercial ou à la pratique d'une activité de loisir ou de sport aérien. On y associe les organisations et les compagnies aériennes gérant ces activités.
Un aéronef est un engin qui, pour évoluer dans l'atmosphère, l'utilise pour sa sustentation. Les principaux aéronefs sont l'avion et l'hélicoptère. Les forces armées utilisent aussi des missiles et des drones dont certains sont assimilables à des aéronefs sans pilote humain à bord, en particulier les missiles de croisière et les drones d'observation.
Le cerf-volant et le parachute ne sont pas des aéronefs. Toutefois, ce dernier est très lié à l'aéronautique par son utilisation comme moyen de sauvetage et son évolution qui en a fait un engin pilotable.
Les activités aériennes sont réglementées sous l'égide d'institutions le plus souvent étatiques, à l'échelle mondiale, comme l'IATA pour les compagnies aériennes, à l'échelle régionale, comme Eurocontrol pour la gestion du trafic aérien dans la zone européenne, ou à l'échelle nationale, comme la DGAC pour l'aviation civile en France. Ces institutions organisent ou réglementent la formation dans les métiers de l'aéronautique, en particulier lorsque la sécurité des vols est affectée : c'est le cas pour les pilotes et le personnel navigant commercial, mais aussi pour le personnel chargé de la maintenance et les contrôleurs aérien. Ces formations sont assurées par des écoles spécialisées.
La navigation, la connaissance de l'atmosphère terrestre, la météorologie sont indispensables à l'aéronautique même si les bases ne lui sont pas spécifiques.
La liste des aéronefs est le point d'entrée principal où chaque aéronef est classé selon son constructeur.
Enfin, les articles des catégories « Histoire de l'aéronautique » et « Chronologie de l'aéronautique » relatent les principaux événements intéressant l'aéronautique. Les biographies des aviateurs, des concepteurs et ingénieurs se retrouvent dans la catégorie « Personnalité de l'aéronautique ».
L'astronautique concerne le déplacement et la navigation hors de l'atmosphère terrestre.

## Distinction entre astronautique et aéronautique - Domaine de l'aéronautique
L'astronautique est le domaine des évolutions et de la navigation en dehors de l'atmosphère terrestre, éventuellement vers d'autres astres. Les engins utilisés traversent l'atmosphère mais doivent leur sustentation, et souvent leur pilotage, à un propulseur anaérobie.
L'aéronautique est le domaine des évolutions et de la navigation au sein de l'atmosphère terrestre et utilisant cette atmosphère pour sustenter un engin. Le plus souvent, mais pas obligatoirement, ces engins utilisent l'atmosphère pour assurer aussi le pilotage (gouvernes aérodynamiques) et la propulsion (aérobie).
L'aéronautique comporte deux classes d'engins :
- les aérostats : la sustentation est due à la poussée d'Archimède ;
- les aérodynes : la sustentation est due aux forces aérodynamiques exercées par le déplacement d'une surface portante, l'aile pour les avions et la pale du rotor pour les hélicoptères.

Les principaux aérostats sont les ballons libres utilisés surtout pour des activités sportives ou de loisir et les dirigeables.
L'avion et l'hélicoptère sont des aérodynes avec pilote à bord. Leurs utilisations civiles ou militaires sont multiples.
Certains missiles, en particulier les missiles de croisière, et les drones sont des aérodynes sans pilote à bord. Ils sont soit guidés à partir du sol soit préprogrammés. Les missiles emportent une charge militaire et sont détruits en fin de mission ; les drones sont utilisés essentiellement pour le renseignement ou la surveillance et sont généralement utilisés par les forces armées, de police ou de douane.
Le parachute n'est pas un aéronef : il utilise l'atmosphère pour freiner sa descente sans effet de sustentation. Toutefois une nouvelle classe de parachute est apparue à la fin du XXe siècle comportant une voilure souple avec effet de sustentation ; ces engins se rapprochent des avions ultralégers à voilure souple tels que les deltaplanes.

## «Aéronautique» ou «aviation»
Les dictionnaires courants donnent des définitions quasi équivalentes pour les deux termes : le domaine des machines permettant de naviguer dans l'atmosphère terrestre. Le terme « aviation » recouvrant plus particulièrement le domaine des avions, le terme « aéronautique » est donc plus général et doit être employé lorsque le sujet recouvre l'ensemble des aéronefs.
En anglais, le terme « aviation », bien plus usité dans cette langue que « aeronautics », recouvre quant à lui l'ensemble du domaine.

## Histoire
L'être humain aspire à voler depuis toujours. Si Léonard de Vinci, vers 1500, imagine des machines volantes, ce n'est qu'en 1783 que les premiers hommes vont pouvoir réaliser le vieux rêve d'Icare avec les montgolfières des frères Montgolfier, précédant de très peu les ballons à gaz de Jacques Charles. Ces engins sont tributaires du vent, l'aéronautique ne va vraiment prendre son essor qu'avec les ballons dirigeables, de Henri Giffard en 1852.

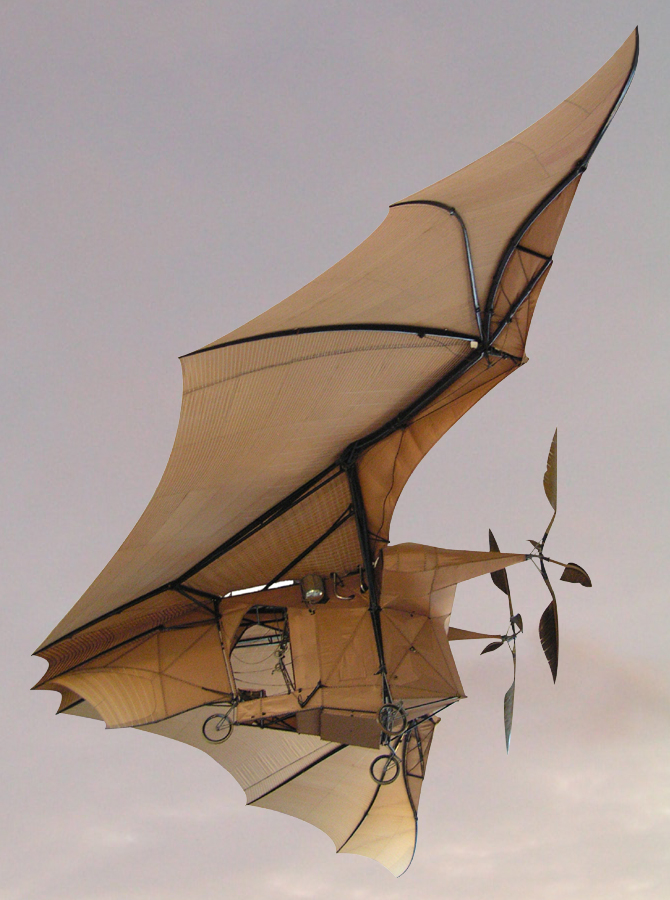
Prototype de l'avion de Clément Ader.

En parallèle au développement des plus légers que l'air, d'autres pionniers se tournent à la fin du XVIIIe siècle vers le plus lourd que l'air, qui deviendra l'« avion ». La paternité des premiers vols planés comme celle des premiers vols motorisés est contestée pour des raisons de définition : certains essais de vol plané (s'ils ont réellement eu lieu) sont plus proches du parachute que du planeur et certains décollages motorisés nécessitaient une assistance au sol. De plus les sentiments chauvinistes ne sont pas exempt de certaines revendications.
Otto Lilienthal, en Allemagne, réussit plusieurs centaines de vols planés, et documentés, dans la dernière décennie du siècle. En 1890 et 1891, Clément Ader, en France, serait parvenu à faire décoller un avion équipé d'un moteur à vapeur devant témoins mais ses tentatives restent sans lendemain. Ce sont les frères Orville et Wilbur Wright, aux États-Unis, qui, à partir de 1903, peuvent non seulement faire décoller leur appareil mais parviennent à le contrôler sur des distances de plus en plus importantes atteignant 124 km en 1908. Ces vols sont documentés et font l'objet de démonstrations y compris en France.
La seconde voie explorée est celle de l'hélicoptère. À masse égale il nécessite une puissance nettement plus élevée que celle de l'avion pour assurer la sustentation. Pourtant dès 1907, Paul Cornu, en France, réussit le premier vol libre mais les progrès seront ensuite bien plus lents que ceux de l'avion.
Le premier conflit mondial qui survient à peine une décennie après les premiers vols voit le développement de l'avion en tant que moyen de renseignement sur les positions ennemies. Les avions s'équipent de mitrailleuses pour pouvoir abattre l'adversaire et l'empêcher d'accomplir sa mission. La construction aéronautique entre dans l'ère de la grande série puisque certains modèles sont construits en plusieurs milliers d'exemplaires.
La fin du conflit met sur le marché un grand nombre de pilotes et d'appareils. Les premières tentatives d'utilisation commerciale de l'avion apparaissent et des compagnies se forment pour transporter le courrier, puis des passagers, sur des lignes régulières. La navigation aérienne utilise les méthodes issues de la navigation maritime et nécessite donc que la visibilité soit bonne : le vol reste tributaire de la météorologie. La concurrence entre l'avion et le dirigeable pour le transport des passagers se développe au cours du premier tiers du XXe siècle et se termine tragiquement avec l'accident du dirigeable Zeppelin Hindenburg en 1937. C'est la fin de l'aérostation qui n'est plus qu'une discipline destinée au sport ou au loisir.
Les forces armées ont vu l'intérêt de l'avion pour le renseignement mais aussi pour le bombardement. La course à l'armement est lancée et les nouveaux appareils sont spécialisés : bombardiers, chasseurs, attaque au sol, etc. Il est tactiquement intéressant de voler de plus en plus vite, de plus en plus haut, de plus en plus loin. La course aux records en tous genres est lancée et c'est la période des exploits : traversée des mers, puis des océans ; survol des massifs montagneux ; croisières longue distance ; etc.
Le second conflit mondial est caractérisé par une utilisation massive de l'avion pour les missions de bombardement et, en corollaire, des chasseurs et intercepteurs chargés de les protéger ou de les détruire. Sur le plan technique c'est aussi l'apogée du moteur à piston. Le développement du réacteur, vers la fin du conflit, et l'apparition du radar vont permettre, la paix revenue, l'essor du transport aérien commercial.
De nouveau, à la fin du conflit, des pilotes entraînés et des avions se trouvent disponibles en grand nombre. Les progrès réalisés dans le domaine du radar permettent de suivre et de guider l'avion en vol sans visibilité. Les compagnies aériennes naissent et commencent à concurrencer les paquebots et les trains au moins pour le voyage en conditions luxueuses. La mise en service du Boeing 707 par la PanAm en 1958 marque le passage au transport aérien commercial de masse. La concurrence est vive entre les compagnies et s'intensifie encore avec la dérégulation lancée aux États-Unis en 1978. Les paquebots transocéaniques disparaissent et le train lui-même est concurrencé sur les trajets de durée supérieure à trois heures.
Sur le plan militaire, la « compétition » continue entre les États-Unis et l'URSS pendant la guerre froide. Le mur du son est atteint puis largement dépassé, les bombardiers supersoniques volent à Mach 2 et les intercepteurs à plus de Mach 3. La nature du combat change avec les performances du radar de détection et l'utilisation des missiles air-air et sol-air pour empêcher la pénétration. L'accent se porte sur des performances nouvelles comme la furtivité et la pénétration basse-altitude, sous la couverture radar.
L'aéronautique est, depuis ses origines, une lutte pour l'allègement des structures et l'augmentation de la puissance. Ce n'est qu'en 1977 que le premier vol utilisant un « moteur humain » sera réalisé à bord du Gossamer Condor, un avion de moins de 32 kg. À l'opposé l'Airbus A 380 est en service commercial depuis 2007, ses quatre réacteurs développent une poussée supérieure à 1 200 kN et permettent de faire décoller plus de 400 tonnes.

## Activité aérienne et type d'aéronef
La pratique d'une activité aérienne est le plus souvent réglementée en raison de la nécessité de partager l'espace aérien entre les divers utilisateurs et en raison des risques ou inconvénients que la pratique de cette activité peut causer aux habitants ou à l'environnement.
Dans la plupart des pays, États-Unis et Europe en particulier, on distingue trois grandes classes d'activités :
- militaire : missions liées à la défense nationale mais aussi, suivant l'organisation des pays, des missions de contrôle des frontières ou de police.
- transport aérien commercial : transport de passagers ou de fret par des compagnies aériennes entre aéroports d'un même pays ou de pays différents. Les États-Unis et l'Europe ayant été les pionniers et étant encore (en 2014) les principaux acteurs la réglementation de ce domaine fait l'objet d'accords internationaux qui sont aussi, le plus souvent, appliqués au sein des pays.
- l'aviation générale : elle recouvre l'ensemble des activités réglementées qui ne font pas partie des deux domaines ci-dessus. Ce sont les activités liées au travail aérien, aux loisirs ou aux sports.
- une quatrième classe peut exister de facto, celle des activités ne faisant pas l'objet de réglementation ou étant réglementées par des organismes non-aéronautique. Par exemple, les États-Unis ne soumettent pas la pratique de l'ULM à la FAA mais au Département des transports, un ULM est considéré comme un véhicule et non comme un aéronef.

Dans la majorité des cas un aéronef est conçu pour l'exercice d'une activité et configuré en conséquence. Les principaux types d'aéronef sont :
- pour les activités militaires :
  - les avions ou hélicoptères de combat
  - les avions de patrouille
  - les avions de transport
  - les avions d'entraînement
- pour le transport aérien commercial
  - les avions de ligne
- pour l'aviation générale
  - de travail aérien
    - le transport de passagers ou de fret, avion d'affaires
    - l'épandage agricole ou lutte contre l'incendie
    - l'apprentissage du pilotage

  - de loisirs
    - les avions ou hélicoptères légers
    - les ULM
    - les aérostats

  - de sport
    - les avions de voltige
    - le vol à voile
    - le parapente
    - le parachutisme

Dans la pratique la frontière entre activité et type d'aéronef n'est pas absolue. Un avion de ligne peut, par exemple, être utilisé comme avion d'affaires ou être utilisé par les forces armées pour le transport des autorités gouvernementales. La distinction entre activité de loisirs ou sportive est imparfaite.

### Activités du domaine civil
Le développement d'un aéronef se fait en fonction de sa mission (terme utilisé par les forces armées) ou de son utilisation opérationnelle (terme utilisé dans les domaines civils). Cela conduit à des aéronefs de morphologie distinctes : l'aéronef est adapté à son activité principale.
Le nombre d'avions, de toutes catégories, dépasse largement le nombre d'hélicoptères en service. Le terme « aviation », de facto, recouvre l'ensemble des activités utilisant ces deux types d'aéronefs.

#### Transport commercial de passagers
Plus de 900 compagnies aériennes proposent des vols réguliers chaque jour. La plus grande d'entre elles met en œuvre une flotte de plus de 400 appareils, les plus petites un seul. La flotte mondiale est estimée à plus de 14 000 appareils en 2008. Les types d'avions utilisés sont :

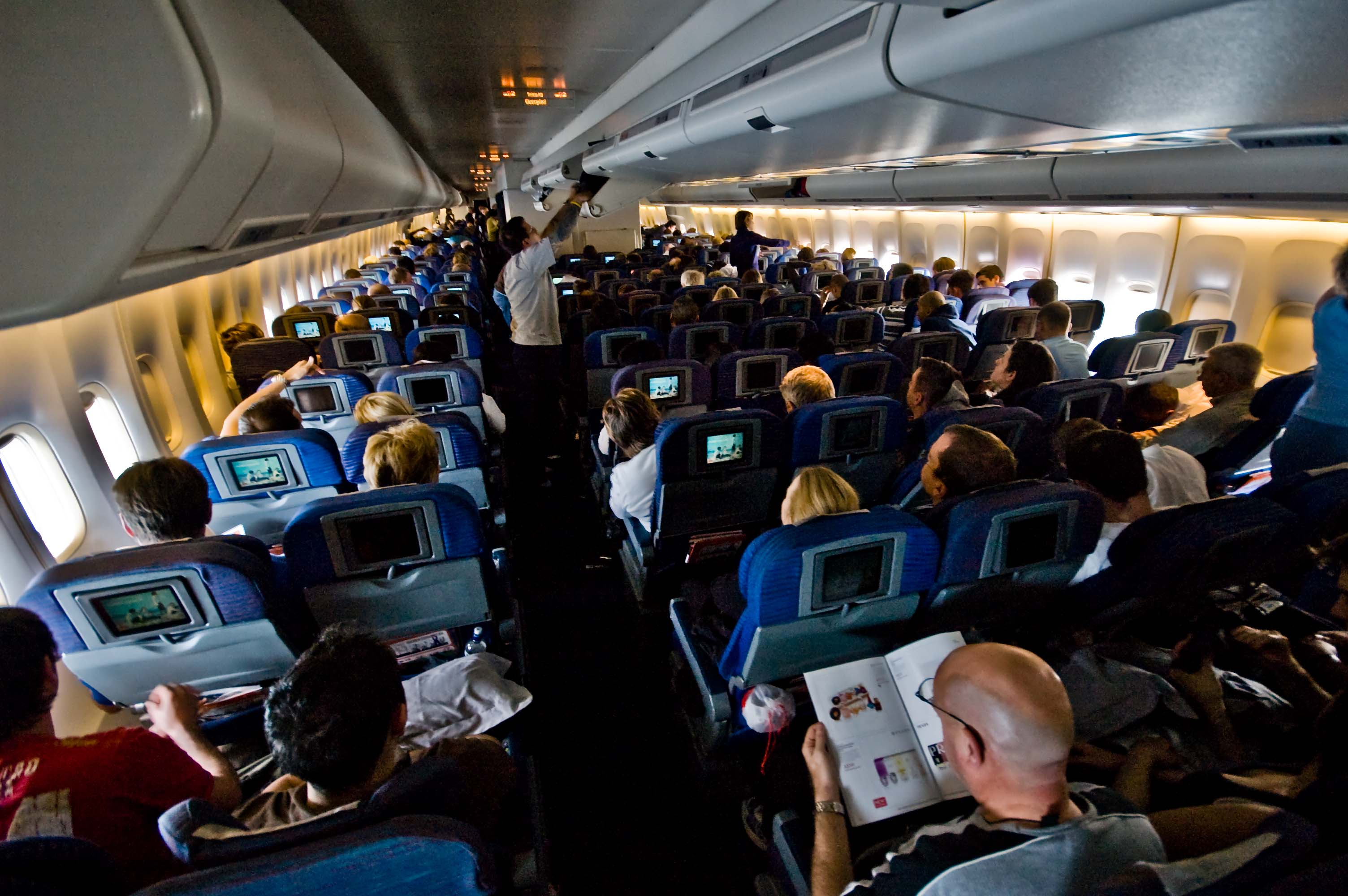
Cabine d'un Boeing 747.

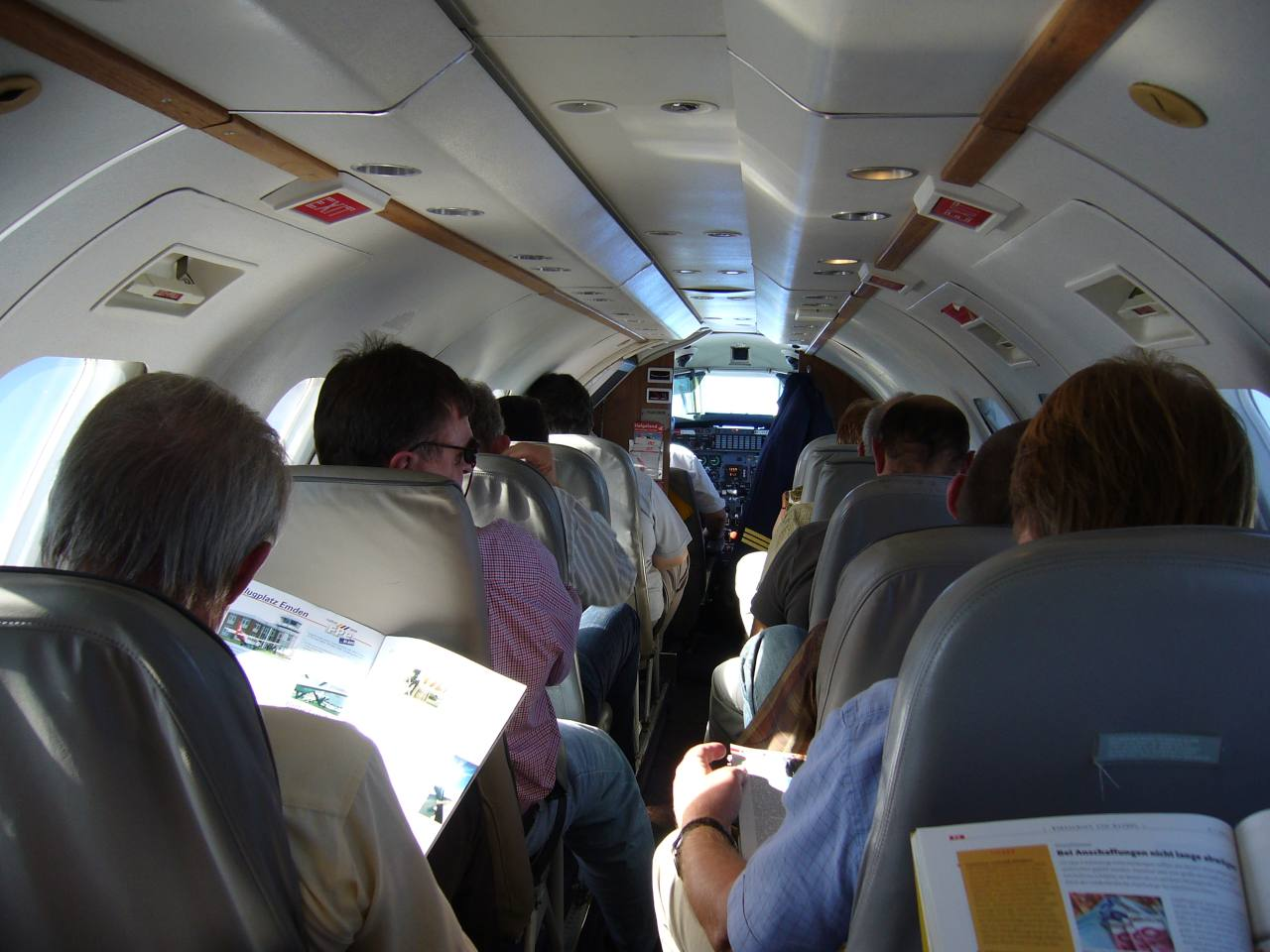
Cabine d'un Fairchild Metroliner.

- les avions gros porteurs : pouvant transporter plus de 250 passagers en cabines comportant deux allées de circulation ; ils sont généralement utilisés sur les lignes long courrier à très forte densité.
- les avions à fuselage étroit : pouvant transporter entre 100 et 200 passagers en cabines comportant une allée de circulation ; ils sont généralement utilisés sur les lignes moyen et long courriers de densité moindre.
- les avions régionaux : pouvant transporter quelques dizaines de passagers ; ils sont utilisés pour les liaisons entre les grands aéroports et les villes alentour ou pour des liaisons moyen courrier à faible densité.

- les avions d'apport : transportant moins de trente passagers. Ces avions sont utilisés pour alimenter les aéroports régionaux ou pour assurer les liaisons très court courrier à faible densité telle que la desserte d'une île à partir du continent.

#### Aviation d'affaires

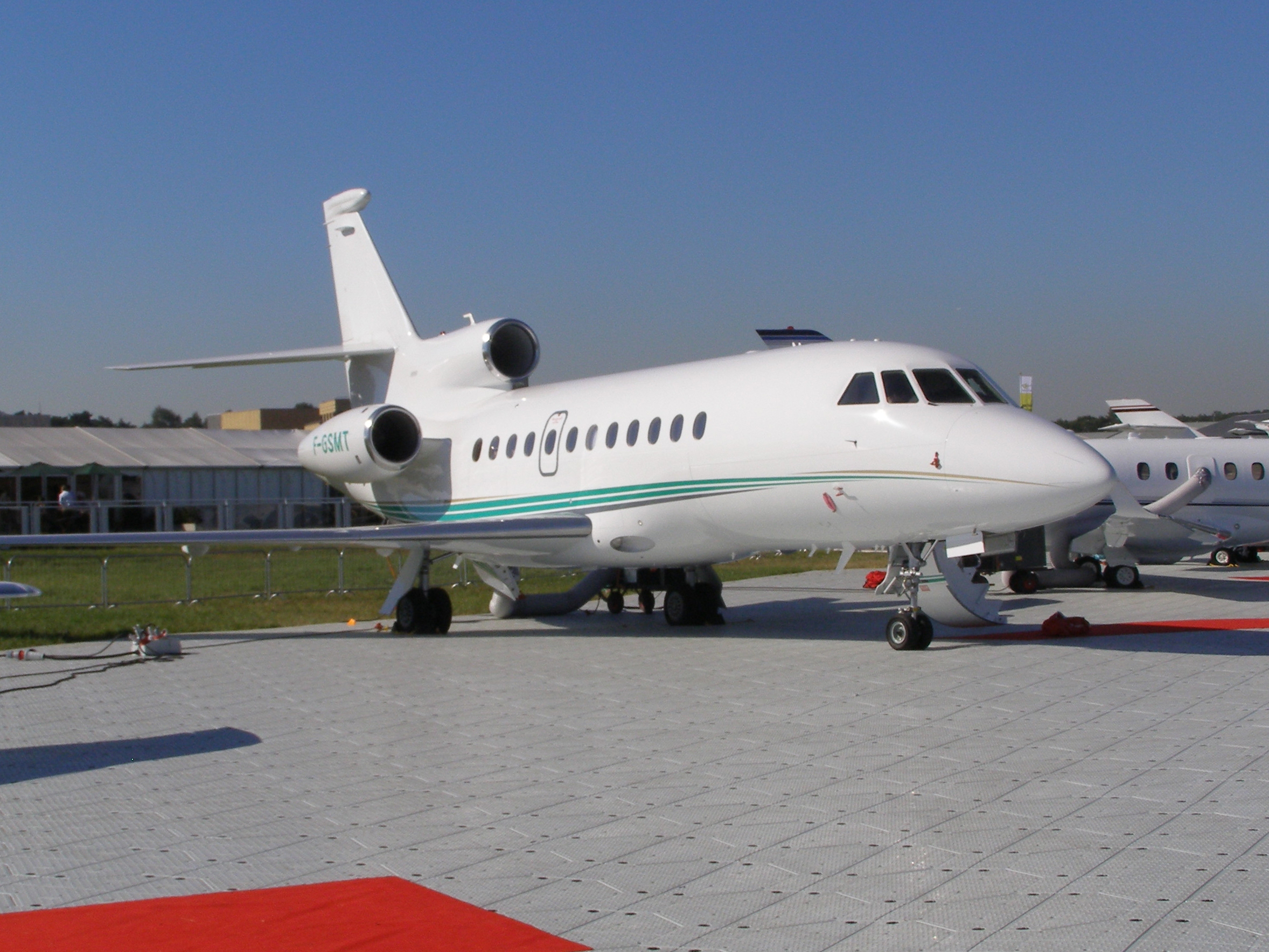
Dassault Falcon 900EX

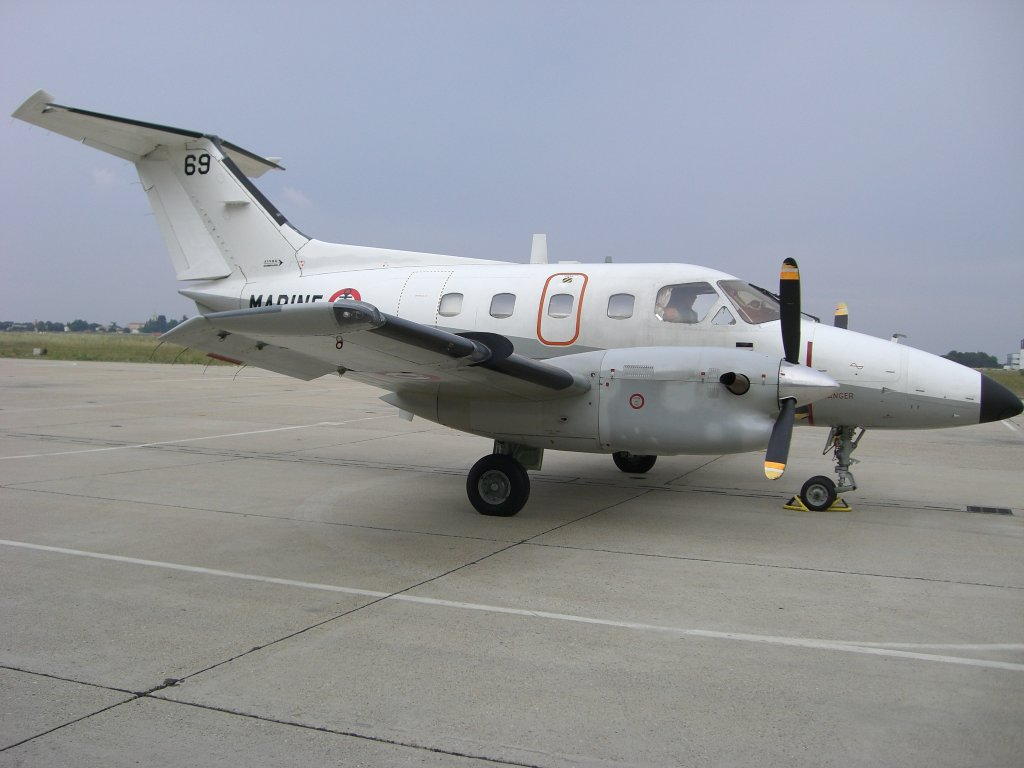
Embraer EMB-121 Xingu

Un avion (ou un hélicoptère) d'affaires est un appareil semblable à ceux utilisés pour le transport commercial de passagers mais n'accueillant que quelques passagers dans des conditions souvent luxueuses. Ils sont la propriété de grandes entreprises qui les mettent à disposition de leurs cadres ou bien sont utilisés par des compagnies qui proposent le transport à la demande, l'avion-taxi. C'est le cas des hélicoptères souvent utilisés pour joindre les grands aéroports à des héliports situés au centre des grandes métropoles ou vers des destinations de prestige.

Les avions utilisés sont : 
- des bimoteurs à hélices, afin de pouvoir voler par tous les temps, emportant moins d'une dizaine de passagers.
- des bi- ou tri- réacteurs de morphologie semblable aux transports de passagers mais « miniaturisés ».
- quelques avions de ligne spécialement aménagés, souvent utilisés par les États pour transporter leurs dirigeants.
- des hélicoptères.

#### Travail aérien

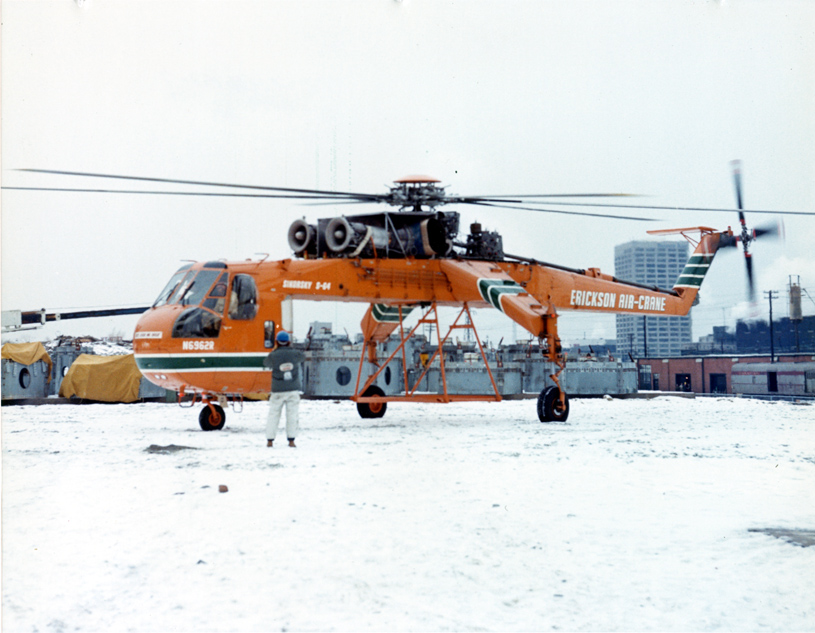
Une grue volante.

Les avions de lutte contre l'incendie sont équipés d'un réservoir de soute pouvant contenir une grande quantité d'eau. Ils utilisent une écope pour récupérer l'eau en survolant un plan d'eau à très basse altitude.
La plupart des travaux aériens sont réalisés en utilisant des appareils existants modifiés pour pouvoir emporter les réservoirs ou les équipements nécessaires. Exemples :
- l'épandage aérien en agriculture extensive : une rampe d'épandage est fixée sous la voilure d'un avion léger et le réservoir de produit chimique est installé dans le fuselage.
- la photographie aérienne : une trappe est percée dans le plancher pour permettre l'installation d'objectifs photographiques.

L'hélicoptère est particulièrement adapté à certains travaux :
- grue mobile (Grue volante) ;
- épandage : le souffle du rotor de sustentation aide à diffuser le produit

#### Aviation légère

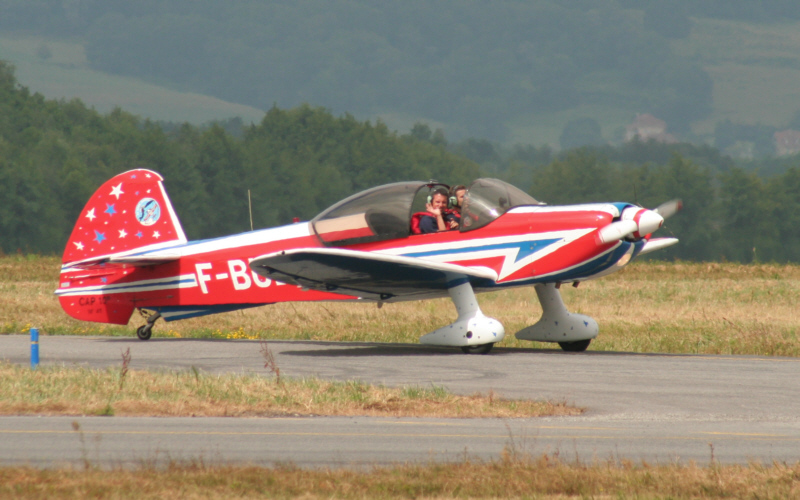
Du monomoteur léger…

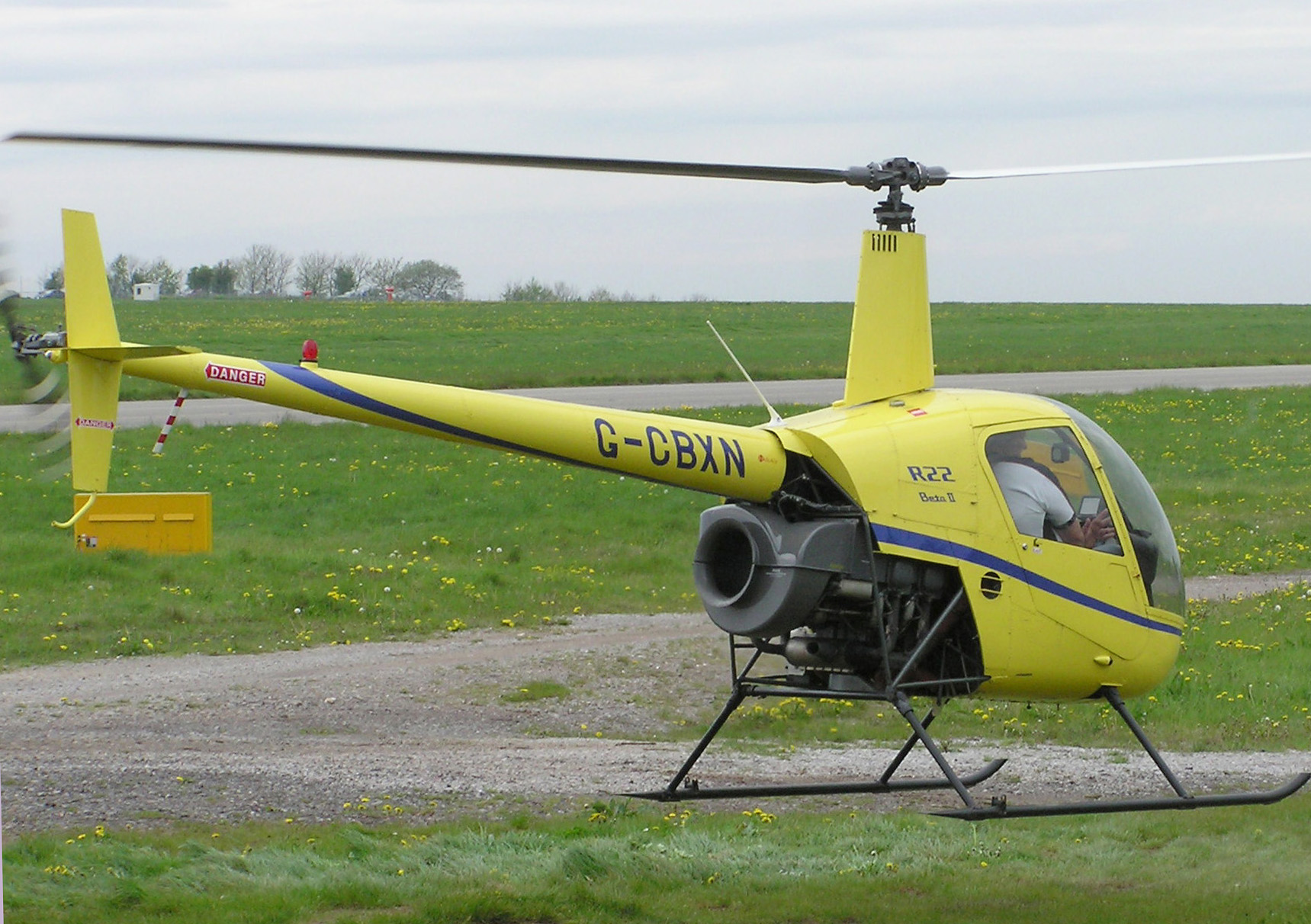
… à l'hélicoptère léger

Ces avions sont le plus souvent des monomoteurs équipés d'un moteur à piston. Ils sont rarement autorisés à pratiquer le vol sans visibilité et servent donc majoritairement pour les loisirs, l'apprentissage initial du pilotage, et plus généralement les activités ne nécessitant pas le respect d'un horaire.
Quelques hélicoptères légers entrent dans cette catégorie, mais le coût élevé de l'heure de vol, 3 à 4 fois celui d'un avion comparable, restreint la diffusion de cette passion.

#### Voltige

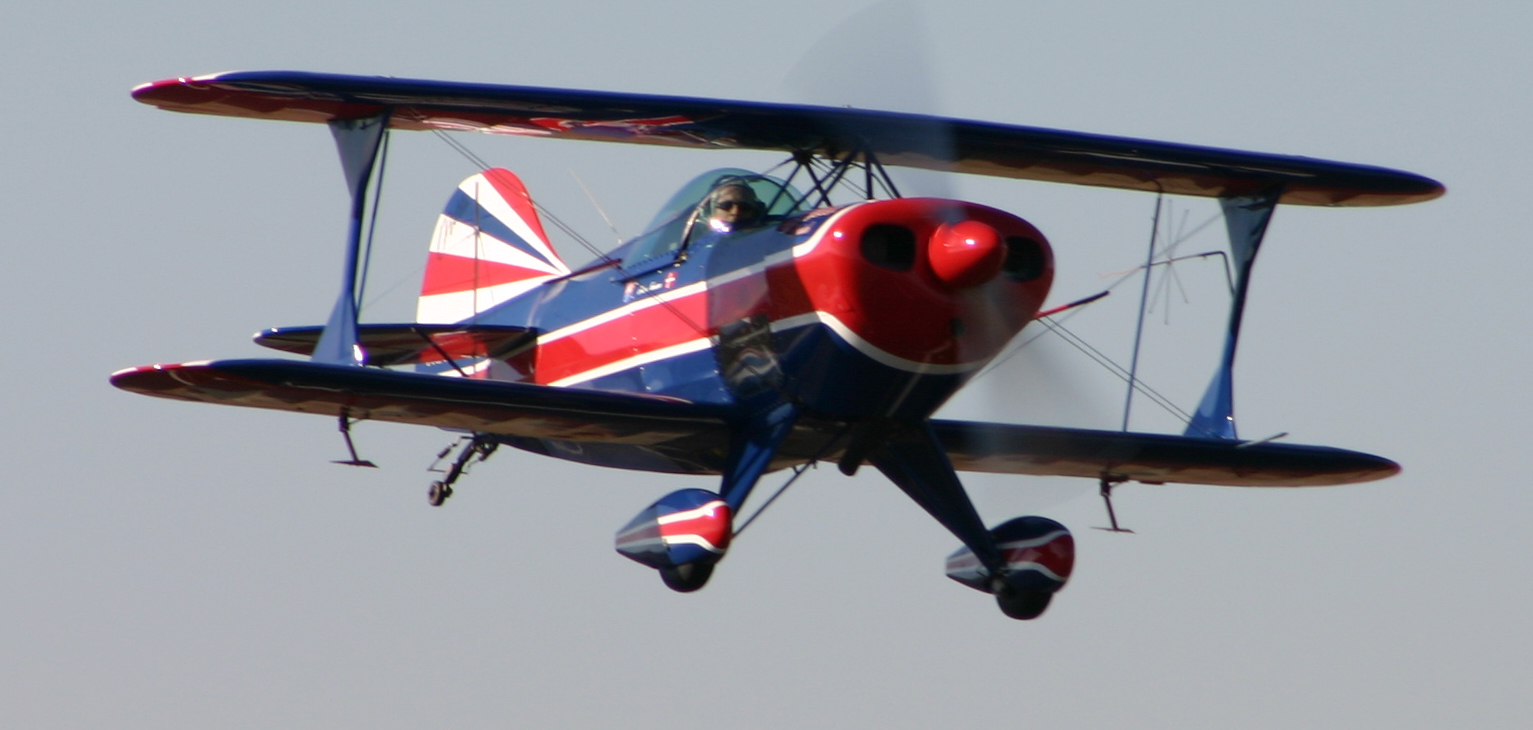
De l'ancien…

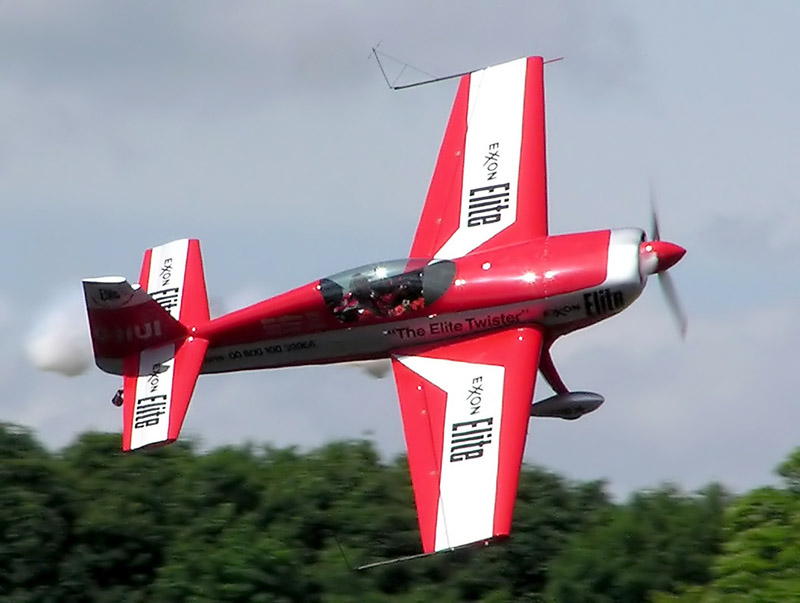
… au récent

La voltige utilise des avions monomoteurs semblables à ceux de l'aviation légère mais spécialement équipés pour cette activité : moteur puissant, alimentation en carburant permettant le vol sur le dos, etc.

#### Vol à voile

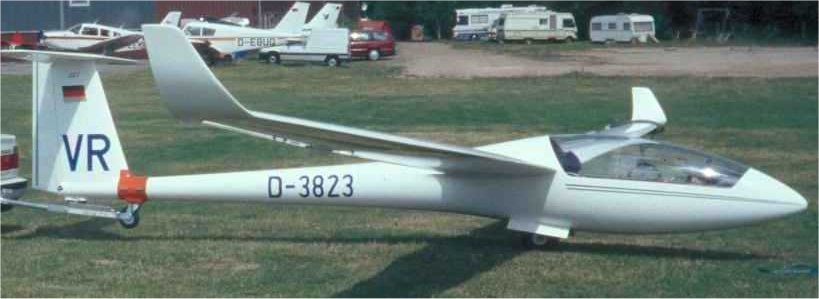
Du planeur…

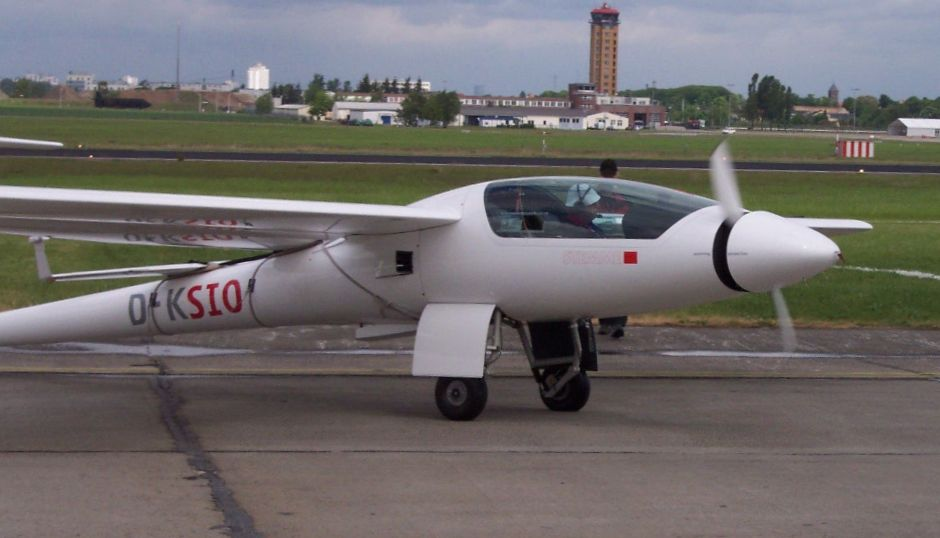
… au motoplaneur

Le vol à voile est une discipline sportive où le pilote utilise les courants d'air ascendants pour prolonger la durée du vol. Les avions utilisés sont des planeurs, des avions sans moteur, dont le décollage est assisté par un avion remorqueur ou un treuil. Les moto-planeurs sont équipés d'un moteur qui leur permet de rejoindre un aérodrome en cas de nécessité ; selon la puissance et le type de moteur, il permet ou non le décollage autonome.

#### ULM

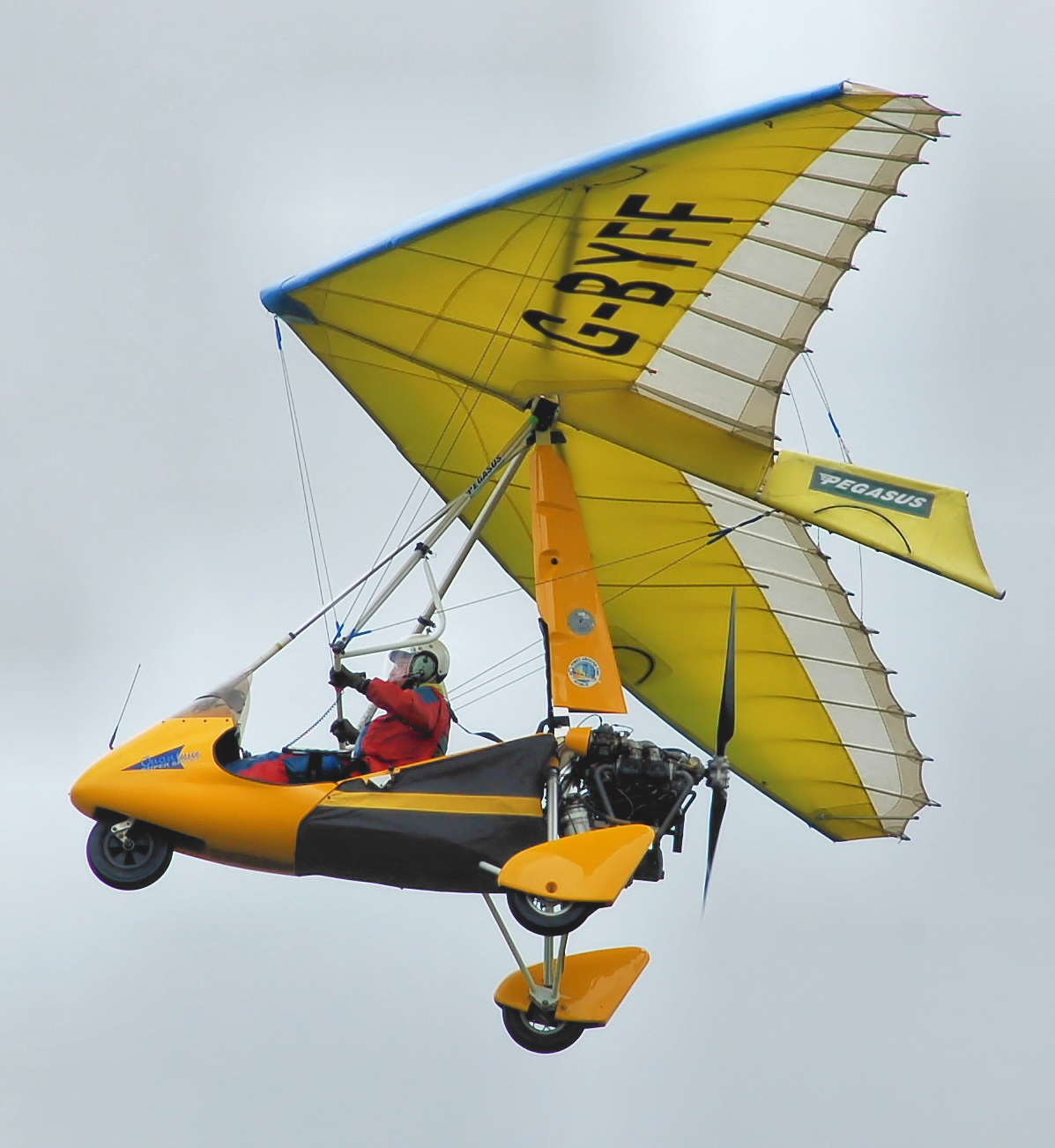
Ce type d'ULM (pendulaire) se contrôle par déplacement du poids du pilote

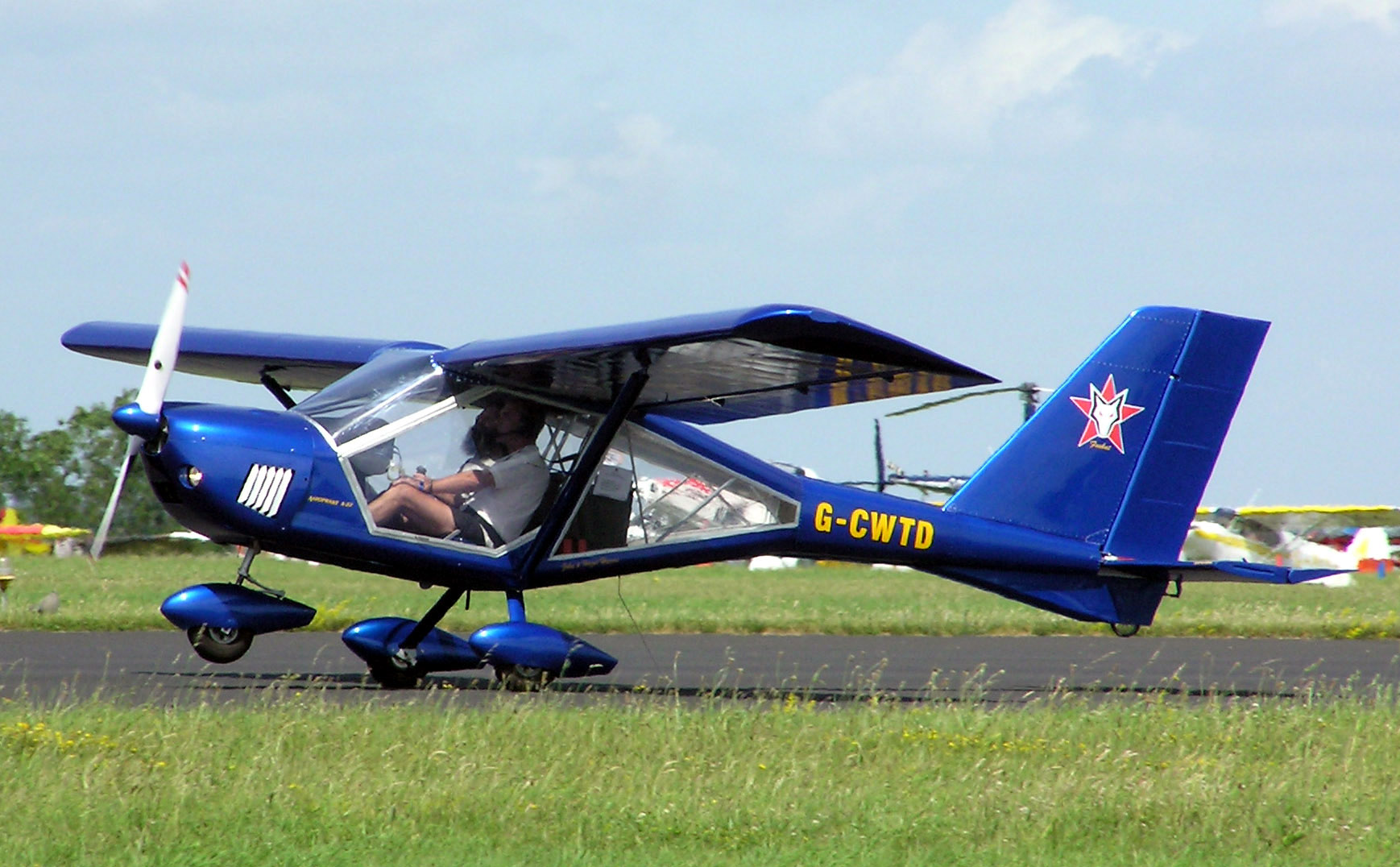
La configuration d'un avion pour une masse de 250 kg permet de classer cet appareil d'origine ukrainienne dans les ultra-légers

La réglementation aéronautique est contraignante et son application entraîne des surcoûts sur le prix des appareils qui deviennent de plus en plus sophistiqués, sur l'apprentissage du pilotage et sur les infrastructures. L'avion ultra-léger motorisé répond aux besoins de ceux qui veulent pratiquer le vol pour le plaisir, voire concevoir ou construire leur propre appareil, avec un minimum de contraintes. Si les premiers ULM ressemblaient souvent aux appareils des pionniers du XIXe siècle, mais construits avec des matériaux modernes, aujourd'hui les meilleurs ULM "3 axes" ne se distinguent des avions proprement dits que par la réglementation particulière qui s'applique à leur construction, maintenance et licence de pilotage, en fonction de critères de poids, de nombre de places, de vitesse minimale de sustentation et de puissance du moteur notamment.
En France, la plupart des aéronefs peuvent répondre à la définition  d'ultralégers motorisés. Le réglementation reconnait ainsi 6 classes d'ULM :
1. Classe 1, le paramoteur.
2. Classe 2, le pendulaire.
3. Classe 3, le multiaxe.
4. Classe 4, l'autogire.
5. Classe 5, l'aérostat ultra-léger (qui comme son nom l'indique n'est pas à proprement parler un aéronef).
6. Classe 6, l'hélicoptère ultra léger.

### Missions du domaine des forces armées

#### Bombardement

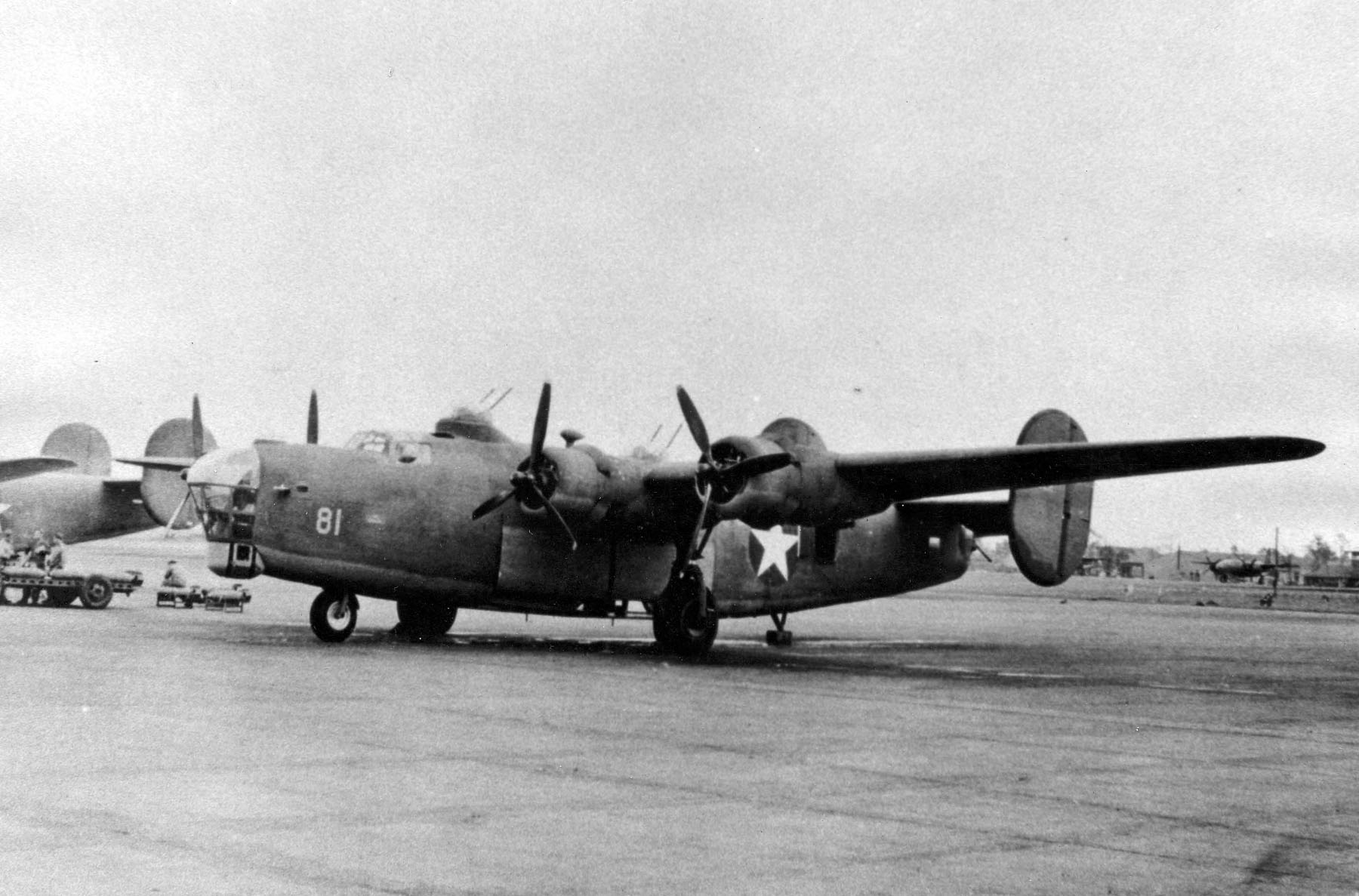
Du bombardier de la Seconde Guerre mondiale…

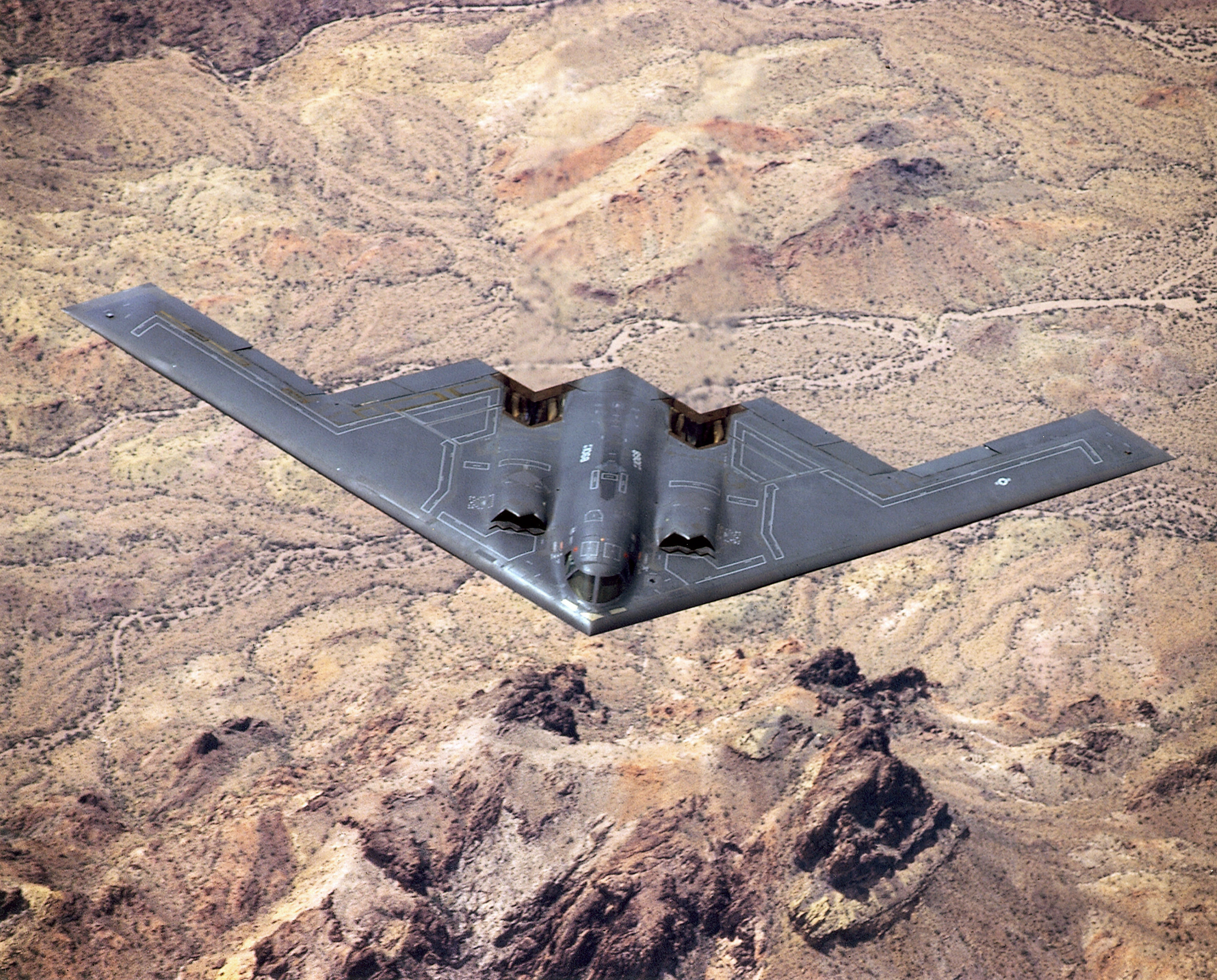
… au bombardier furtif du XXIe siècle

La mission de bombardement nécessite l'emport de charges lourdes. Le bombardier est le plus souvent un avion multimoteur doté d'un rayon d'action important. Les bombardiers stratégiques peuvent être capables de vitesses supérieures à M2 et d'atteindre les très hautes altitudes qui les mettent hors de portée de la défense sol-air « classique ».

#### Chasse - Interception

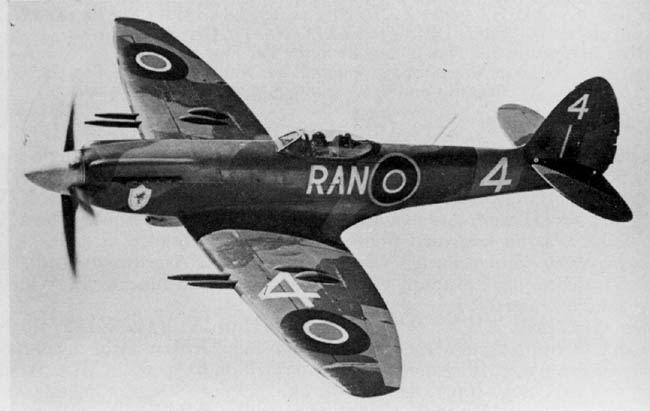
Du chasseur britannique de la Seconde Guerre mondiale…

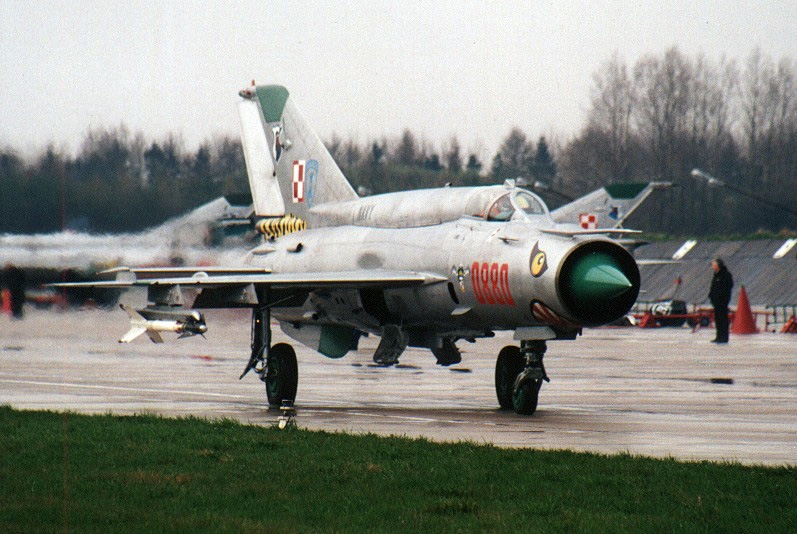
… au chasseur soviétique de la guerre froide, exporté dans le bloc de l'Est

Les missions de chasse et d'interception ont en commun de chercher à détruire les forces aériennes ennemies en vol. La chasse est plutôt destinée à la protection d'avions amis pendant l'exécution de leur mission, l'interception se fait à partir du sol. Dans tous les cas la mission nécessite des avions capables de performances élevées en vitesse, vitesse ascensionnelle, manœuvrabilité. Ils sont équipés d'armes air-air.
Ces deux missions peuvent être effectuées à partir de porte-avions.

#### Attaque au sol
La mission consiste à attaquer les mobiles ennemis au sol (ou en mer), en particulier les chars. Les aéronefs utilisés doivent être particulièrement maniables à basse altitude. Ils sont équipés d'armes air-sol (ou air-mer). L'hélicoptère est particulièrement adapté à cette mission à courte distance de la ligne de front.

#### Reconnaissance

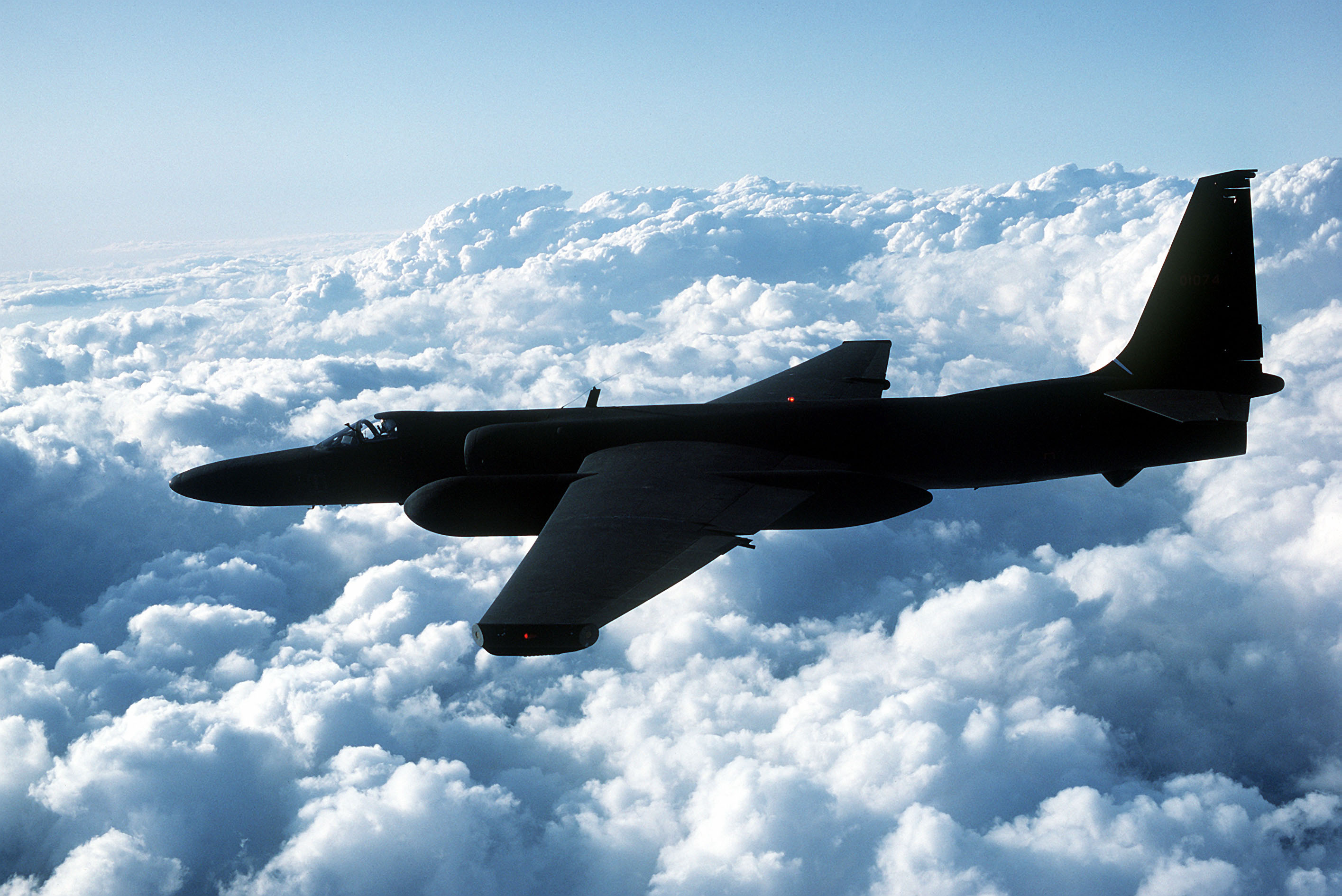
Mission de reconnaissance à très haute altitude assurée par un avion spécifique (ici, le Lockheed U-2)

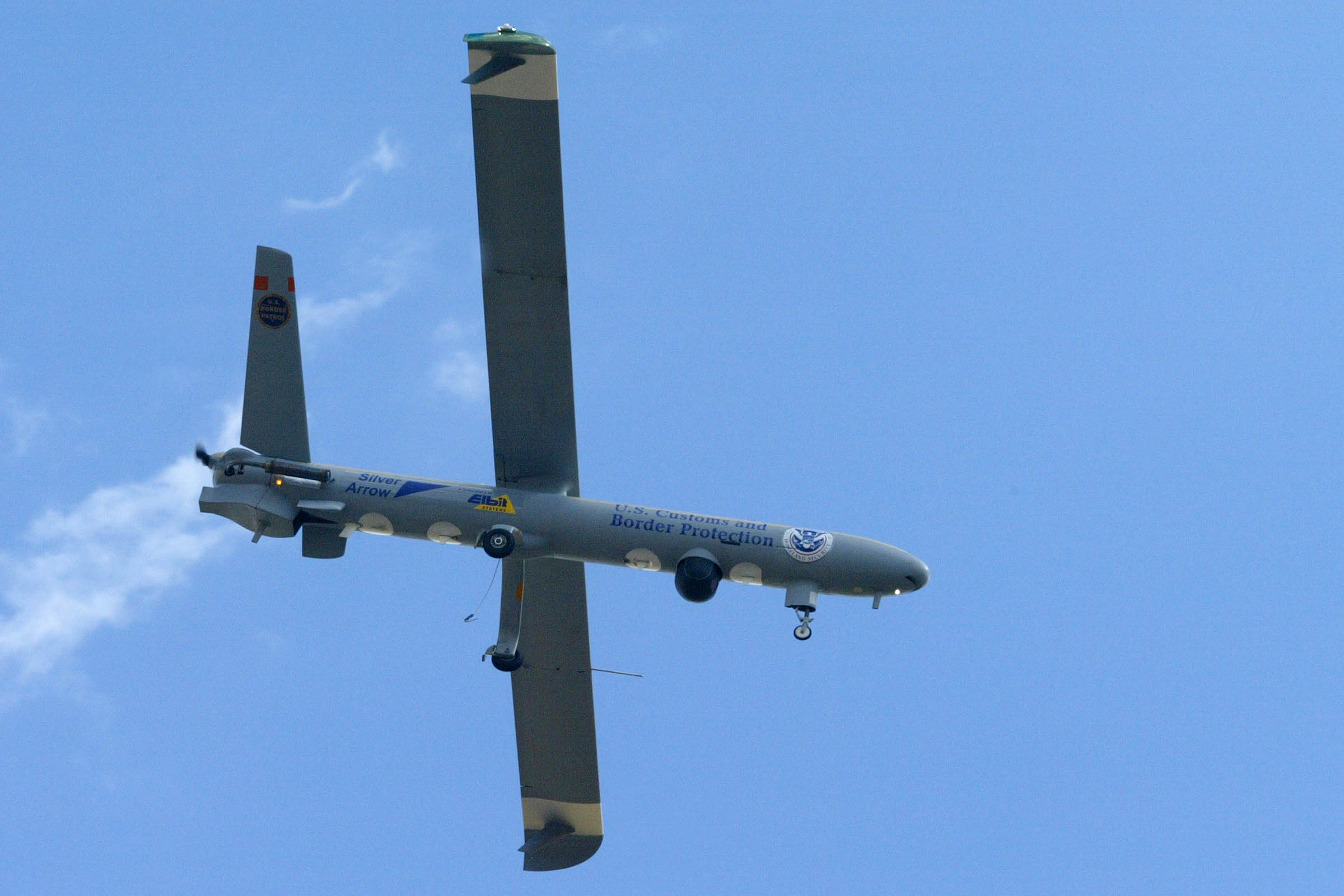
Mission de reconnaissance à basse altitude assurée par un drone (ici, le Hermes 450 d'IAI)

La mission consiste à pénétrer les défenses ennemies pour détecter et identifier les cibles potentielles.
L'observation des mouvements ennemis est la première mission militaire confiée dès la fin du XVIIIe siècle aux aérostiers. Les ballons captifs permettent l'observation au-delà de la ligne de front mais leur taille les rend vulnérables. Au cours de la Première Guerre mondiale la mission est assurée par les premiers avions. Des avions équipés d'appareils photographiques ou de caméras seront ensuite utilisés et le Lockheed U-2 spécifiquement construit par les États-Unis pour la surveillance stratégique des pays du bloc soviétique reste un épisode marquant de la guerre froide. Les satellites d'observation ont pris le relais de la mission pour le renseignement stratégique alors que les drones sont de plus en plus utilisés pour le renseignement tactique.

#### Détection - Surveillance - Patrouille maritime - Ravitaillement en vol

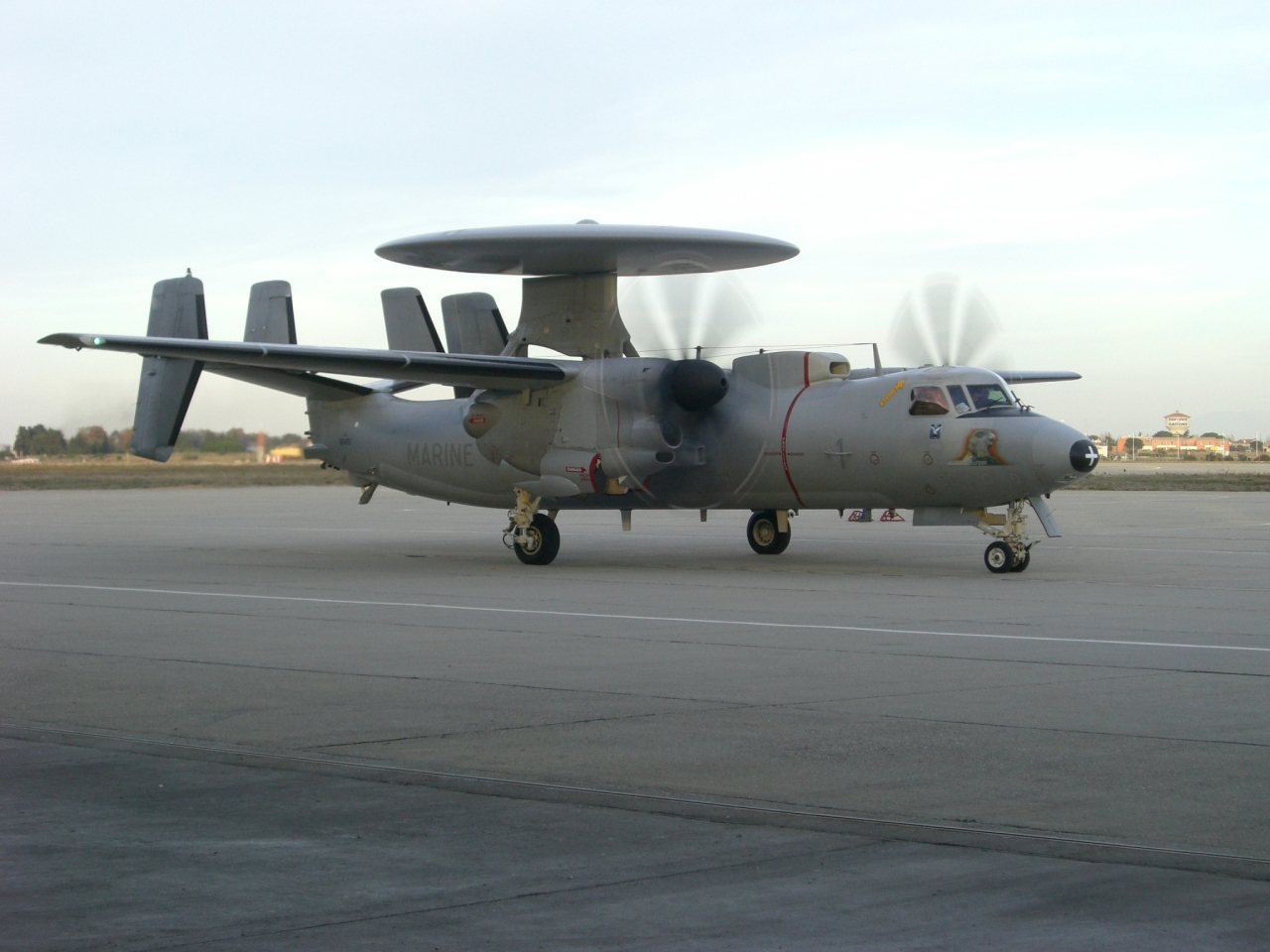
Grumman E-2C Hawkeye, avion de détection spécifiquement développé, capable d'apponter

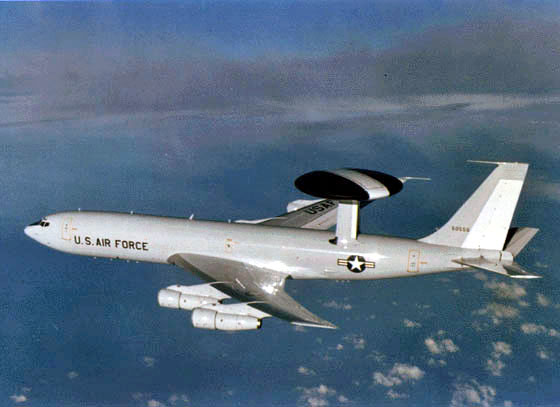
Boeing E-3 Sentry, version militaire d'un avion de transport civil

Les missions de détection, de surveillance et de patrouille maritime nécessitent l'emport de moyens électroniques ou optiques et le maintien sur zone pendant une longue durée. Les avions doivent être capables d'une très longue autonomie et permettre à deux équipages de se relayer à bord. Ces missions peuvent être effectuées à partir d'un porte-avions, auquel cas elles sont assurées par des avions spécifiquement développés mais elles utilisent souvent des versions aménagées d'avions civils lorsque les appareils sont basés à terre.
La mission de ravitaillement en vol est effectuée par des avions de transport civils ou militaires spécialement aménagés : réservoirs de soute et perche de transfert de carburant.

#### Transport de troupes et de matériels - Largage

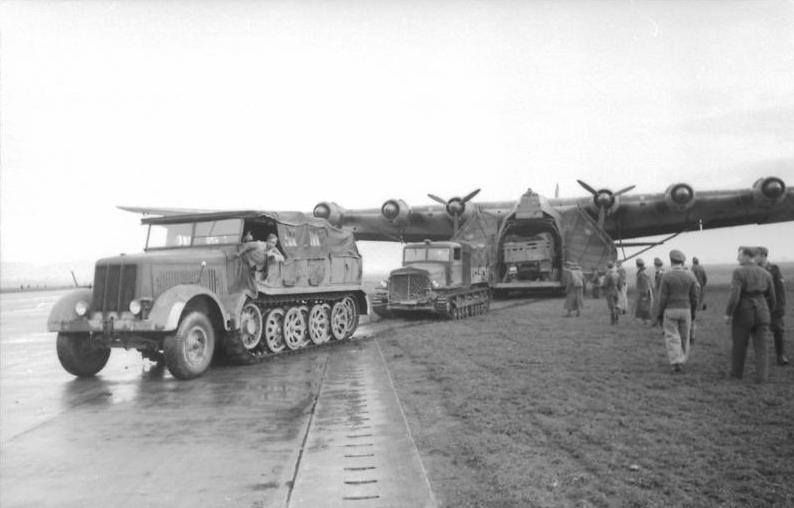
Déchargement de matériels chenillés à partir d'un Messerschmitt Me 323 D-1 Gigant pendant la Deuxième guerre mondiale

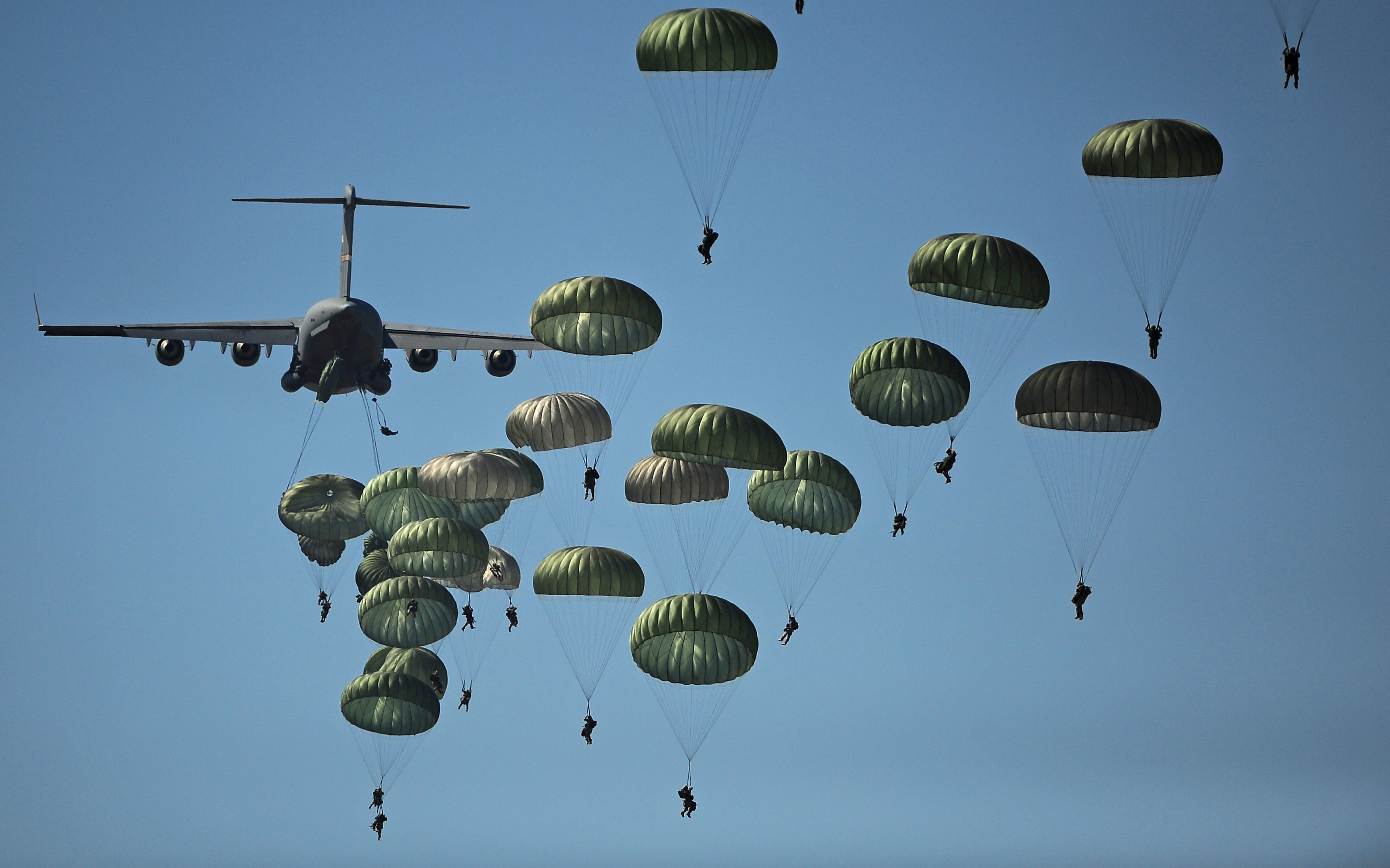
Exercice de largage de parachutistes à partir d'un C-17 Globemaster III

La mission consiste à transporter du personnel ou du matériel sur un terrain proche de la ligne des opérations. En dehors de ses capacités d'emport, l'avion doit pouvoir être chargé et déchargé dans un temps très court, capable d'atterrir et de décoller sur des terrains courts et peu aménagés et éventuellement disposer de portes permettant le largage en vol du matériel ou le parachutage du personnel.
L'hélicoptère est particulièrement adapté à cette mission en terrain difficile. Il permet aussi la récupération de troupes précédemment déposées.

#### École et entraînement - Patrouille acrobatique

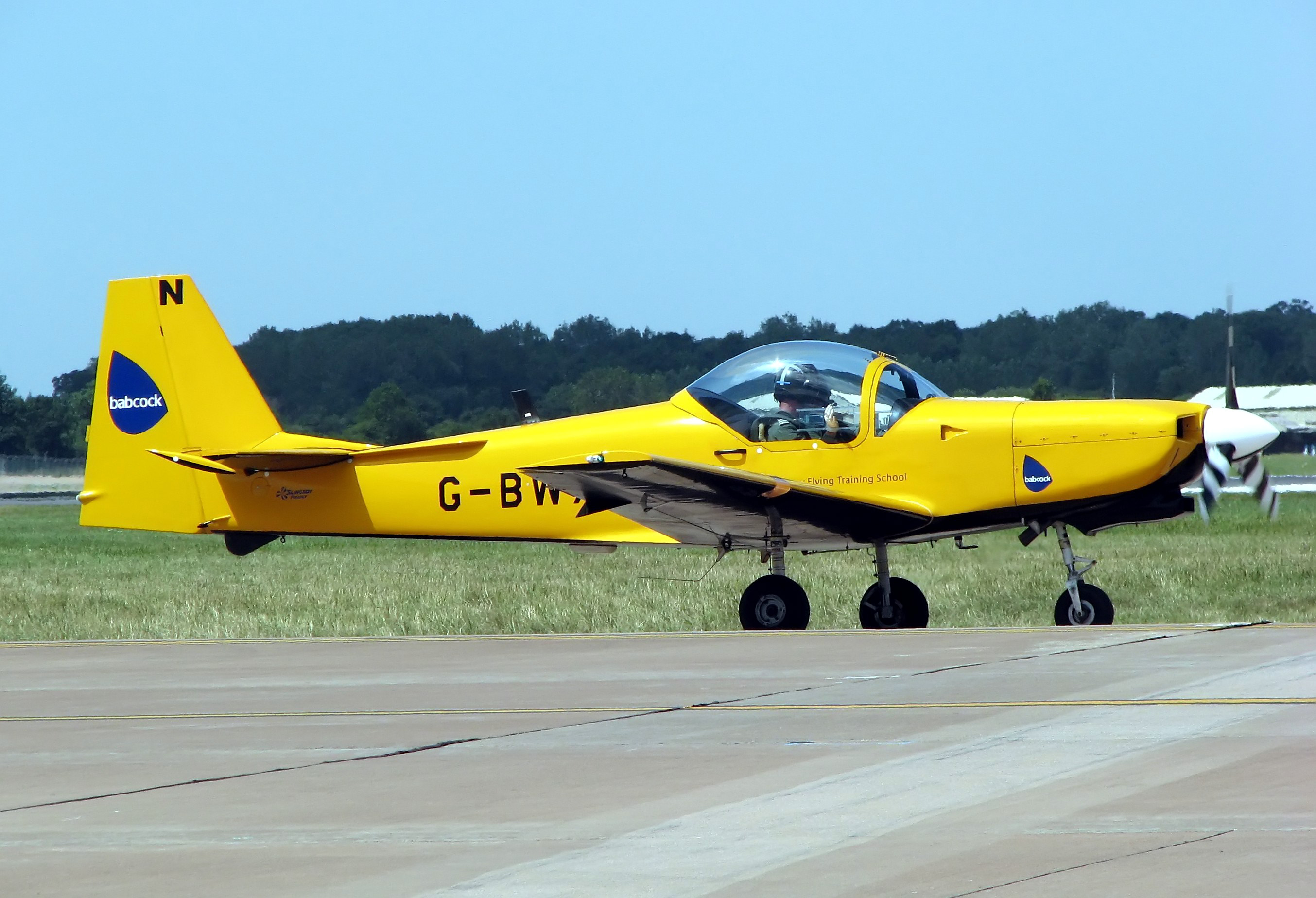
Le Firefly est l'avion école et d'entraînement de base utilisé par la Royal Air Force

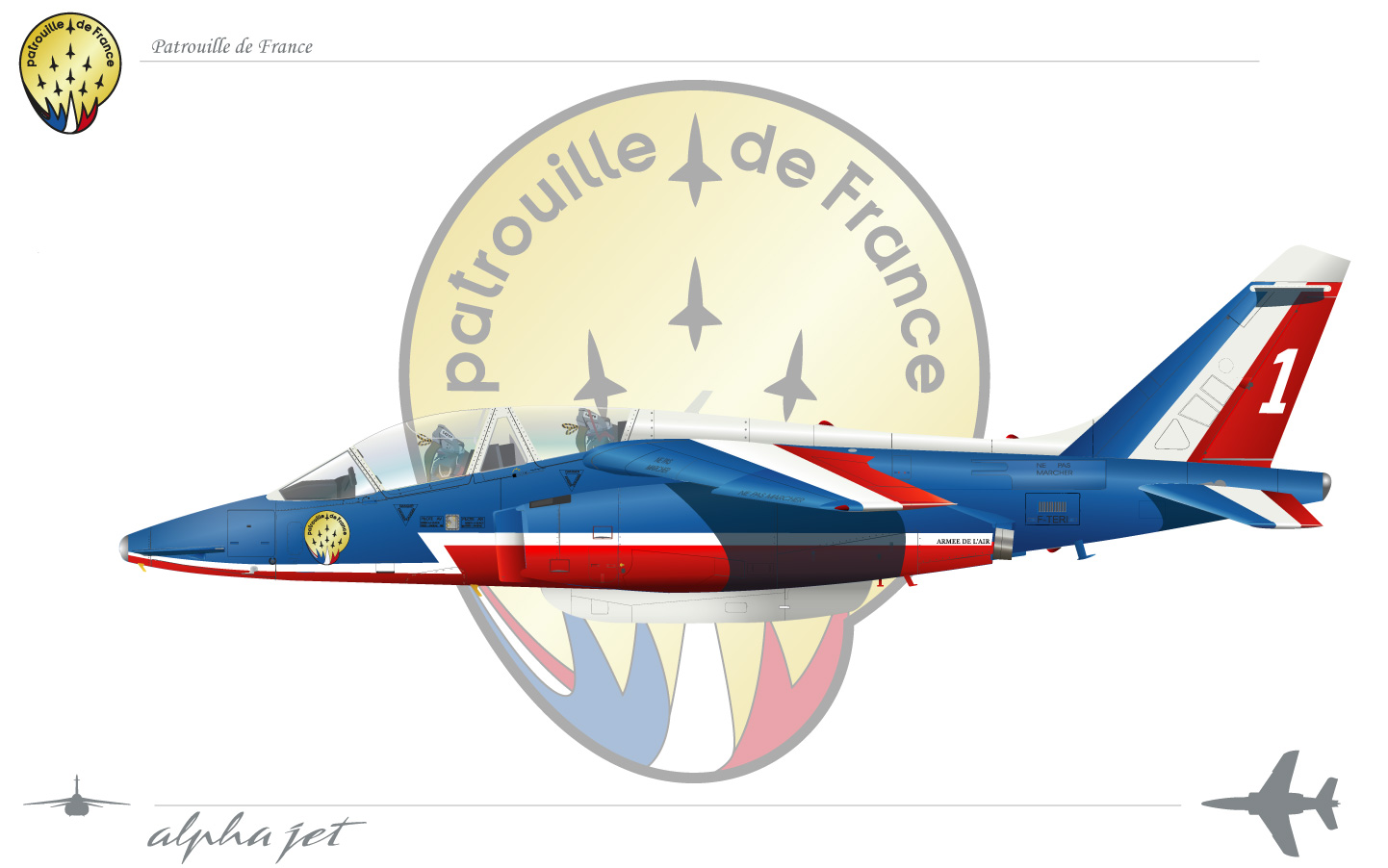
La Patrouille de France utilise l'Alphajet, développé pour l'entraînement des pilotes de chasse, comme avion de démonstration

La mission d'école de pilotage de base peut être assurée avec le même type d'appareil que pour l'aviation civile. Ses caractéristiques doivent permettre au moniteur de rattraper les erreurs de pilotage, en particulier permettre de sortir d'une vrille ou d'un décrochage, qu'ils soient volontaires ou accidentels.
La transition vers les appareils monoplace du type chasseur ou intercepteur nécessite des avions biplaces avec des performances aussi approchantes que possible. On a alors recours soit à des avions spécialement développés pour cette mission, soit à des versions biplaces de l'avion « réel ».
Les patrouilles acrobatiques sont des formations destinées à sensibiliser le public aux métiers et au rôle des forces armées. Elles participent aux cérémonies nationales et à des actions de promotion. Les avions utilisés sont souvent des avions d'entraînement.

#### Spécificités des avions multi-missions
Le coût de développement des avions de haute performances étant très élevé et lorsque le nombre d'appareils à produire est relativement faible les constructeurs proposent des avions multi-missions. Ces avions sont équipés de pods et de rails d'armement interchangeables. En fonction de la mission l'avion emportera des réservoirs supplémentaires, des pods contenant des équipements électroniques ou optiques variés, des bombes ou des missiles divers.

#### Spécificités des avions embarqués
Les avions embarqués à bord des porte-avions sont équipés d'une crosse d'appontage et d'ailes repliables.

#### Spécificités des hélicoptères
Le domaine de vol des hélicoptères, plus restreint que celui des avions, les rend plus adaptables à l'exécution de missions multiples. Ils sont aussi capables de se poser sur des navires et donc d'assurer des missions de liaison, de détection ou d'attaque à leur profit.

## Institutions et organisations
L'aéronautique permettant le déplacement aérien et transfrontière de biens et personnes a très vite généré des entités chargées d'organiser cette activité sur le plan international afin de promouvoir des standards et des normes aussi bien au niveau des appareils qu'au niveau des équipages.
L'activité aéronautique est aussi une composante de l'économie d'un pays et de nombreuses écoles ont pour but de former les cadres des usines de construction aéronautique, de l'industrie du transport aérien ou du contrôle de la navigation aérienne.
Enfin, l'intérêt du grand public pour l'aéronautique a entraîné la création de nombreux musées qui lui sont dédiés ainsi que des salons et démonstrations aériennes.
Plus récemment, bien que - comme le transport maritime - non incluse dans le protocole de Kyoto, la contribution du transport aérien aux modifications climatiques soit devenue un sujet de préoccupation international, en raison des émissions significatives de ces secteurs et en raison de leur forte croissance.

## Technologie

L'aéronautique expérimentale est à la pointe des secteurs de recherche et de l'industrie de l'armement, ce qui justifie ses budgets

L'aérodynamique est une des applications de la mécanique des fluides. Les équations permettent de modéliser et d'expliquer pourquoi un aérodyne peut se sustenter et se déplacer dans l'atmosphère. La catégorie inclut aussi une présentation des différents éléments d'un aéronef qui permettent l'application pratique des théories de l'aérodynamique : ailes, empennage, volets, hélice et rotors, etc.
Les deux aéronefs les plus couramment utilisés sont, aujourd'hui, l'avion et l'hélicoptère. La catégorie types d'aéronef présente les concepts de plus légers que l'air et de plus lourds que l'air qui ont marqué l'histoire de l'aéronautique. Tous les aéronefs d'aujourd'hui sont propulsés soit par des moteurs à pistons (aviation légère), soit par des turbopropulseurs et turbine à gaz (petits avions de transport, hélicoptères), soit par des turboréacteurs (gros avions de transport, aviation militaire). La catégorie propulsion présente ces moyens et d'autres moins courants.
Le déplacement d'un aéronef dans l'atmosphère fait appel à deux familles de techniques : celle permettant le pilotage, c'est-à-dire le contrôle de l'attitude de l'aéronef et, celle permettant le déplacement par rapport au sol, c'est-à-dire la navigation. Cette dernière catégorie n'est pas spécifique à l'aéronautique, nombre de techniques sont héritées de la navigation maritime complétées par les techniques les plus récentes, telles que la navigation par satellites (GPS), sont utilisées sur tous les types de mobiles. L'ensemble des techniques permettant à un aéronef de voler est regroupé dans la catégorie avionique.
L'activité aéronautique est dépendante d'autres disciplines telles que la connaissance de l'atmosphère terrestre et la météorologie et son anticipation.

## Industrie
Les entreprises du secteur aéronautique incluent :
- les constructeurs d'aéronefs (cellules), les motoristes et les équipementiers ;
- les utilisateurs, en particulier les compagnies aériennes ;
- les gestionnaires d'infrastructure, en particulier les aéroports.

## Personnalités
La Catégorie Personnalité de l'aéronautique rassemble les concepteurs, ingénieurs et techniciens, d'une part, et les pilotes ou membres d'équipage, d'autre part, qui ont marqué l'histoire de l'aéronautique.
- John D. Anderson Jr. né le 1er octobre 1937 dans la ville de Lancaster en Pennsylvanie. Il commença son enseignement dans l’université de Floride en 1959 et il obtient son diplôme d’ingénierie d’avion avec la mention assez bien. De 1959 jusqu’à 1962 il était en tant que scientifique de l’armée de l’air « Wright-Patterson », il recherchait dans le laboratoire de recherche d’aérospatiale.